# 純喫茶に恋をして
『純喫茶に恋をして』（じゅんきっさにこいをして）は、2020年2月8日よりフジテレビTWOで放送されているテレビドラマ。
『孤独のグルメ』のスタッフが手掛けるオリジナル連続ドラマで、純喫茶を舞台としている。
2020年4月1日より、FODでの配信を開始。

## あらすじ
売れない漫画家の烏山純平（戸塚純貴）が毎度、何かに導かれるように迷い込む純喫茶。本作は、そこで起こるさまざまな出来事と純平の妄想を描き、誰もが恋してしまうこと必至の純喫茶の魅力を紹介していく。

## キャスト
- 烏山純平 - 戸塚純貴
  - 売れない漫画家で妄想家のアラサー男子。

- 赤堀和彦 - 佐古井隆之
  - 烏山の担当編集者。放送日程

## 放送日程
| 各話 | 放送日        | 舞台                           | ゲスト |
| ---- | ------------- | ------------------------------ | --- |
| 1    | 2020年2月8日  | 神保町・さぼうる               | 新井郁（葵 役）、コースケ☆原澄人（若旦那 役）、大塚真矢（店員 役）                                                                              |
| 2    | 2020年2月15日 | 阿佐ヶ谷・gion                 | 藤村聖子（香織 役）、大中莉雪（瞳 役）、鈴木聖（ゴスロリ少女 役）、川越諒（パンクミュージシャン 役）、ロマンス河野・小島聖吾（若手芸人風男 役） |
| 3    | 2020年2月22日 | 上野・丘                       | 渡部瑞貴（里香 役）、月川修（営業マン 役）、高森由里子（ママ 役）                                                                               |
| 4    | 2020年2月29日 | 五反田・トゥジュール デビュテ  | 愛甲千笑美（優衣 役）、加藤クリス（誠也 役）、飯塚俊太郎（強面 役）                                                                             |
| 5    | 2020年3月7日  | 向島・カド                     | 竹中友紀子（謎の美女 役）、小川ガオ（レトロ愛好家 役）、真心（マスター 役）                                                                     |
| 6    | 2020年3月14日 | 秋葉原・フルーフ・デゥ・セゾン | 園都（苺ちゃん 役）、佐藤たかみち（BLヒロ 役）、守屋光治（BLタク 役）、永井秀樹（後藤 役）                                                      |
| 7    | 2020年3月21日 | 本郷・金魚坂                   | オノミチ（雫 役）、小川千尋（栞 役）、青木十三雄（熟年夫 役）、宇奈月つや子（熟年妻 役）、山本佳希（マスター 役）                               |
| 8    | 2020年3月28日 | 平井・ワンモア                 | 安倍萌生（竹内ひかり 役）、黒宮けいた（柴田孝介 役）、川郷司駿平（雄太 役）、長瀬香恵子（ワンモアのママ 役）、鈴木喜昭（常連客 役）             |
| 9    | 2020年10月    | 西荻窪・ダンテ                 | 工藤綾乃（百々目鬼源一郎 役）、吉見征樹（マスター 役）                                                                                          |
| 10   | 2020年10月    | 蔵前・らい                     | 永池南津子（石原美幸 役）、佐藤正宏（安田 役）、細井鼓太（小学4年生男子 役                                                                      |
| 11   | 2020年11月    | 吉祥寺・ウッドストック         | 芋生悠（三上沙織 役）、森恵美（ママ 役）、小松樹知（嶋田幸一 役）                                                                               |
| 12   | 2020年12月    | 町屋・はまゆう                 | 松田リマ（大友由美 役）、あづみ昌宏（マスター 役）                                                                                              |
| 13   | 2020年12月    | 築地・喫茶マコ                 | 日高七海（沢田奈美 役）、山本圭祐（マスター 役）                                                                                                |
| 14   | 2020年12月    | 大森・珈琲亭ルアン             | 田山由起（進藤涼子 役）、永井博章（マスター 役）、ひぐち朋（小池祐介 役）                                                                       |
| 15   | 2021年4月24日 | 三河島・ウィーン               | 安達祐実（喫茶店のママ 役）、池田朱那（楠陽子 役）                                                                                              |
| 16   | 2021年5月29日 | 八王子・パペルブルグ           | 宮本茉由（築山ミリ 役） |
| 17   | 2021年7月     | 大和・フロリダ                 | 眞嶋優（飯島美穂 役） |
| 18   | 2021年7月31日 | 江古田・林檎                   | 河原あずさ（藤田由紀子 役） |
| 19   | 2021年8月28日 | 藤沢・ジュリアン               | 高石あかり（薬師丸エミ子 役） |
| 20   | 2021年9月25日 | 蕨・クラウン                   | 花柳のぞみ（原田真奈美 役） |
| 21   | 2022年4月3日  | 名古屋・西原珈琲店             | 清水麻璃亜（地元系アイドル・ナナ 役）、田野優花（地元系アイドル・レンカ 役）                                                                    |
| 22   | 2022年5月1日  | 名古屋・大高町 珈琲ポプリ      | 辻凪子（観月夏菜子 役） |
| 23   | 2022年6月5日  | 名古屋・錦 珈琲にしき          | 森レイ子（加藤ともこ 役）、結月（松井りん 役）                                                                                                  |
| 24   | 2024年3月29日 | 京成立石・喫茶パール           | 瀬戸さおり（望月京子 役） |
| 25   | 2024年4月26日 | 浅草・デンキヤホール           | 中井友望（どんちゃん 役） |
| 26   | 2025年3月29日 | ときわ台・ウィーン             | 森レイ子（加藤ともこ 役）、結月（松井りん 役）                                                                                                  |
| 27   | 2025年3月30日 | 石神井公園・居留珈             | 深川麻衣（三浦莉子 役） |

## スタッフ
- 監督 -  北畑龍一、菱田啓介
- 脚本 - たかせしゅうほう、田口佳宏
- プロデューサー - 永竹里早（フジテレビ）、吉見健士（共同テレビ）、長原竜也（共同テレビ）
- 制作協力 - 共同テレビ
- 製作 -  フジテレビジョン